# ルキウス・アティリウス・ルスクス
ルキウス・アティリウス・ルスクス（ラテン語: Lucius Atilius Luscus、生没年不詳）は共和政ローマの政務官。紀元前444年に執政武官を務めた。

## 経歴
紀元前444年、ルスクスは共和政ローマ初の執政武官として選出された。同僚はアウルス・センプロニウス・アトラティヌス、ティトゥス・クロエリウス・シクルスで全員パトリキであった。
彼らが治める間、国内外共に安定していたというが、就任3ヶ月めにして、昨年の執政武官選挙の際、管理者であった当時の執政官ガイウス・クルティウス・ピロの鳥卜の不備が指摘され、選挙は無効となり全員辞任した。ディオニュシオスによれば、在職わずか73日であったという。
辞任後はインテルレクスが立てられ、補充執政官選挙が行われた。